# Axel Rehnskiöld
Axel Rehnskiöld, född den 12 februari 1649 i Hamburg, död den 29 oktober 1677, var en svensk militär. Han var bror till Carl Gustaf Rehnskiöld.
Rehnskiöld inskrevs som student vid Greifswalds universitet 1653 och vid Uppsala universitet 1667. Han blev överstelöjtnant vid en skvadron värvade ryttare 1676 och var överste för ett värvat dragonregemente under kriget i Skåne.